# Pietro Gallozia
Pietro Gallozia (né à Rome, Italie, et mort à Rome le 14 mars 1211) est un cardinal italien du XIIe siècle et du début du XIIIe siècle.

## Biographie
Gallozia est recteur de Campagne pendant le pontificat d'Alexandre II. Le pape Clément III le crée cardinal lors du consistoire du septembre 1190. Il participe à l'élection de Célestin III en 1191 et d'Innocent III en 1198. Avec le cardinal Giovanni Felici, il est légat à la cour de Constantinople en 1192-1193. En 1201 il est nommé légat en Sicile. 
Gallozia est nommé juge par le pape dans plusieurs disputes du clergé romain et en 1206 il est nommé doyen du Collège des cardinaux.